# Самокишин Роман
Рома́н Самоки́шин (Самокиш)  (*28 березня 1877, Печеніжин, тепер Коломийський район Івано-Франківської області — †26 жовтня 1971, Микитинці, тепер Івано-Франківська міська громада, Івано-Франківський район, Івано-Франківська область) — повстанський отаман, селянин. Полковник Армії УНР, організатор Вільного козацтва.

## Життєпис

Роман САМОКИШИН, організатор Вільного козацтва, полковник Армії УНР.

Родом з Печеніжина (Коломийський район), Гуцульщина. Служив підстаршиною в австрійській армії. 1915 — 1917 у російському полоні. Після проголошення УНР організатор Вільного Козацтва на Катеринославщині й Херсонщині, з якого творив повстанські загони.
З березня 1918 командир Українського Галицького куреня у Полтаві. З листопада 1918 очолює Катеринославський полк Січових стрільців військ Директорії. Особливо відзначився у боях за Катеринослав з більшовиками і махновцями в січні 1919. 2 січня полк Січових стрільців Р. Самокишина та Верхньодніпровський загін отамана М. Сакви вибили з Катеринослава більшовиків і махновців.
У лютому 1919 начальник 5-ї пішої дивізії Дієвої армії УНР. Наприкінці березня 1919 з відома отамана Південно-Східної групи Дієвої армії УНР Трифона Яніва залишив Дієву армію УНР та виїхав до Галичини.

Могила Романа Самокишина в селі Микитинці

Похований у селі Микитинці біля Івано-Франківська.

## Вшанування пам'яті
У рідному селищі є меморіальна дошка, встановлена односельчанами у 2009. В краєзнавчому відділі музею О. Довбуша зібрані документи і матеріали про його родину, молоді роки в Печеніжині, життя на Тернопіллі, його трьох синів і трьох доньок. Дослідники життя Романа Самокишина стверджують, що він є прообразом Самокиша з роману Олексія Толстого «Ходіння по муках».
У місті Дніпро вулицю Качалова перейменували на вулицю Романа Самокиша.
У місті Кривий Ріг вулицю Двінську перейменували на вулицю Романа Самокиша.